# Wackenhof
Wackenhof is een kleine nederzetting in de Duitse gemeente Moorgrund in  Thüringen. De gemeente maakt deel uit van het Wartburgkreis. Etterwinden wordt voor het eerst genoemd in een oorkonde van het klooster Fulda uit 1268. In 1994 werd het dorp eerst toegevoegd aan Kupfersuhl, dat in het zelfde jaar opging in Moorgrund.